# Нижній палеоліт
Нижній палеоліт, також Ранній палеоліт — історичний період, який тривав упродовж 2 500 000 — 120 000 до н. е.
Нижній палеоліт складається із двох археологічних епох — олдувайської й ашельської. Олдувайська епоха (2,5–1 млн років тому) представлена лише в екваторіальній зоні Африки. Її характерною ознакою є найдавніші штучні знаряддя з каменю – загострені з одного кінця гальки-чопери, виготовлені «людиною вмілою» (Homo habilis), яка існувала ще виключно за рахунок збиральництва. Ашельська епоха (1 млн — 150 тис. років тому) репрезентована вже багатьма пам'ятками й на території Старого світу. Її сучасники — пітекантропи (Homo erectus) – виготовляли з каменю проторубила й рубила, колуни, сікачі, грубі скребла. В ашелі людина навчилася користуватися вогнем. Основним заняттям залишалося збиральництво, але зароджується вже й полювання – у загінний спосіб. Суспільною організацією пітекантропів було первісне стадо із притаманним йому ендогамним характером статевих стосунків.
На території України представлений найдавнішою для всієї Східної Європи багатошаровою пам'яткою Королеве на Закарпатті, нижній культурний горизонт якої датується часом близько 1 млн років тому, а також місцезнаходженнями Гаспра, Ечкі-Даг в Криму, Непоротове на Буковині, Меджибіж на Поділлі.

## Характеристики
Людина: Homo habilis і Гомо Еректус (Homo erectus).
Зона розселення: майже вся вільна від льодовика територія Європи.
Соціальні об'єднання: первісне стадо — нестійке, здебільшого формувалося з метою полювання, для захисту від ворогів, тварин, стихій.
Знаряддя праці: найпримітивніші кам'яні, дерев'яні, кістяні інструменти.
Господарство: збиральництво, мисливство, кочовий спосіб життя.